# 152 (numero)
Centocinquantadue (152) è il numero naturale che segue il 151 e precede il 153.

## Proprietà matematiche
- È un numero pari.
- È un numero composto con i seguenti divisori: 1, 2, 4, 8, 19, 38, 76. Poiché la somma dei suoi divisori è 148 < 152, è un numero difettivo.
- È un numero nontotiente.
- È un numero di Harshad nel sistema numerico decimale.
- È un numero rifattorizzabile, essendo divisibile per il numero dei suoi divisori.
- È la somma di due cubi, 152 = 33 + 53.
- È parte delle terne pitagoriche (114, 152, 190), (152, 285, 323), (152, 345, 377), (152, 714, 730), (152, 1440, 1448), (152, 2886, 2890), (152, 5775, 5777).
- È un numero congruente.

## Astronomia
- 152P/Helin-Lawrence è una cometa periodica del sistema solare.
- 152 Atala è un asteroide della fascia principale del sistema solare.
- NGC 152 è un ammasso aperto della costellazione del Tucano.

## Astronautica
- Cosmos 152 è un satellite artificiale russo.